# Lotten Sjödén
Lotten Sjödén, född 7 december 1994, är en svensk skidskytt som tävlar för klubben Älvdalens SKG . Lotten ingick i det svenska juniorlandslaget under säsongen 2013/2014. 
Hon vann en silvermedalj i flickstafett vid Juniorvärldsmästerskapen 2012 i Kontiolax. .
I januari 2012 tävlade Sjödén vid de första Olympiska vinterspelen för ungdomar i Innsbruck. Hon slutade på 4:e plats i både sprint och jaktstart. 
Sjödén debuterade i IBU-cupen säsongen 2012/2013, vid sprintdistanstävlingen i Idre där hon slutade på 71:a plats.